# Dicranella juliformis
Dicranella juliformis är en bladmossart som beskrevs av Brotherus 1900. Dicranella juliformis ingår i släktet jordmossor, och familjen Dicranaceae. Inga underarter finns listade i Catalogue of Life.